# Se og Hør-sagen
Se og Hør-sagen (også kendt som Nets-skandalen eller tys-tys-skandalen) er en medie- og it-skandale hvor tys-tys-kilden ansat ved IBM, lækkede personfølsomme data fra Nets til Se og Hør, der gjorde ugebladet i stand til at få information om kendte og andre personers brug af kreditkort.
Sagen kom til offentlighedens kendskab sidst i april 2014 ved udgivelsen af journalisten og forfatteren Ken B. Rasmussens nøgleroman Livet, det forbandede.
En hel række virksomheder og medier var involveret i sagen, Nets, IBM, Fujitsu, SAS, Naviair, Rigshospitalet, Forsvaret, Aller Media med Se og Hør, TV 2, Billed-Bladet og Ekstra Bladet.

## Baggrund
Se og Hør var kendt som et ugeblad om de kendte og ofte med afslørende historier.
Bladet havde tidligere haft "et festligt samarbejde med de kendte", hvor de kendte kunne bremse en negativ historie, men med ansættelsen af Henrik Qvortrup skete der en ændring, — med Ken B. Rasmussens ord: "Vi havde ikke nogen presseetiske regler, som vi død og pine skulle overholde."
Qvortrup indførte et tiphonorar til almindelige mennesker, der ringede ind til bladet og gav tip om kendte til en historie som kunne bringes i bladet.
Aller-koncernen kunne udbetale 10.000 kr. sort til en kilde.

## Overvågningen
I 2007 outsourcede Nets driften af deres centrale it-systemer til IBM samtidig med at 71 Nets-medarbejdere blev flyttet med over.
Blandt de 71 skal angiveligt være Se og Hørs "tys-tys-kilde".
Overvågningen skal herefter angiveligt være begyndt i 2008.
Ifølge mediernes oplysninger er det foregået ved at tys-tys-kilden modtog en SMS når overvågede personer benyttede deres kreditkort.
Meddelelsen blev muligvis sendt automatisk og kunne modtages af kilden hjemme.
Umiddelbart efter sendte tys-tys-kilden beskeden videre til Se og Hør-medarbejdere.
Denne procedure skal ofte have foregået flere gange dagligt.
Kilden var tilsyneladende ikke umiddelbart i stand til at tilføje nye navne til listen af overvågende; kun på bestemte tidspunkter kunne der tilføjes ekstra personer, men disse ville så fremover være overvågede. Medarbejdere fra Se og Hør kunne "byde ind" med nye navne.
Det var i begyndelsen uklart hvordan overvågningen rent teknisk var foregået, men programmøren og it-bloggeren Poul-Henning Kamp kom med det kvalificerede gæt at der var tale om en "trace"-facilitet i betalingskortssystemerne til sporing af kreditkort.
En facilitet der under normale omstændigheder anvendes af politiet, som med en dommerkendelse ville kunne spore en eftersøgt person. Kamp forestillede sig at faciliteten kunne være en real-tids-SMS-service der under den normale procedure ville SMS'e direkte til politifolkene, hvorved at politiet og Nets undgik en masse papirarbejde.
Det er også uklart om Nets og IBM havde et system til Security information and event management (SIEM) installeret og kørende korrekt i forbindelse med kreditkortssystemet. It-eksperter vurderede at et velfungerende kontrolsystem var fraværende og at et sådant system burde kunne have opdaget uregelmæssighederne.
Ved sagen i Østre Landsret i juli 2014 og ved Højesteret i december 2014 fremlagde anklagemyndigheden deres opfattelse af hvordan det var muligt for tys-tys-kilde at tilgå data. Ifølge Statsadvokat Mohammad Ahsan havde tys-tys-kilden umiddelbart adgang til data om kort-transaktioner, men dog ikke navnene bag. Navnene skulle han dog angiveligt kunne få ved at nulstille kollegaers kodeord og logge ind via deres konti.
Ifølge Ken B. Rasmussen var "alle, der havde bare det mindste navn" overvåget;
ikke blot kendte men også mordmistænkte eller ulykkesofre.
Det drejede sig om mindst 86 personer.
Overvågningen berørte blandt andet Prins Joachim, komikeren Casper Christensen og tv-værten Line Baun Danielsen.
I tilfældet med Prins Joachim gjorde overvågningen Se og Hør i stand til at lokalisere Prins Joachim og Prinsesse Marie på deres ellers hemmelige bryllupsrejse til Canada efter brylluppet i maj 2008.
For Baun Danielsen kunne ugebladet se hendes betaling på et privathospital.
Den tidligere cykelrytter Bo Hamburger, der havde været klassekammerat med den angivelige tys-tys-kilde, var også blandt de overvågede.
Kreditkortsovervågningen af politikeren Morten Helveg Petersen gjorde bladet i stand til at følge hans rejse rundt i Europa med fly og bestilling af hotelværelse i Rom, og bladet diskuterede om de skulle skrive en historie udelukkende på baggrund af oplysninger fra kreditkorttransaktionerne.
I 2008 havde Ken B. Rasmussen skrevet en historie for ugebladet med titlen "Morten Helveg Petersen: Kærlighedsferie betalt af skatteyderne",
hvor informationer om Helveg Petersens private samvær med Line Baun Danielsen i forbindelse med et officielt NATO-møde øjensynligt var støttet af oplysninger fra tys-tys-kilden.
Helveg Petersen havde da krævet et dementi af historien fra Se og Hør,
og førte sagen for Pressenævnet hvor han dog tabte i oktober 2008.
Selv personer der var under Politiets Efterretningstjenestes beskyttelse var også udsat for lækage:
Se og Hør overvågede statsminister Lars Løkke Rasmussens transaktioner,
og Pia Kjærsgaard og hendes mand Henrik Thorup fik lækket deres CPR-numre og den hemmelige adresse de boede under.
I foråret 2010 gennemførte PricewaterhouseCoopers en revision af IBM's drift af Nets' NemID. Revisionsrapporten påpegede flere svagheder ved adgangs- og rettighedshåndtering til systemet.
Hvornår Finanstilsynet sidst har gennemført en it-inspektion hos Nets og IBM er ikke offentligt kendt.
Der er ingen offentliggjorte inspektionsredegørelser siden 2010, og de har ikke været tilgængelige før 2010.
For sit arbejde skal tys-tys-kilde ifølge nøgleromanen have modtaget 10.000 kroner hver måned.
Antagelig er tys-tys-kilden honoreret med cirka 310.000 kroner.
Derudover fik kilden adgang til koncerter gennem akkreditering for Se og Hør. Det drejede sig om TV 2-arrangementet Top Charlie, hvor han var til efterfest med blandt andet Keld og Hilda Heick.
Mindst 16 Se og Hør-medarbejdere, heriblandt chefredaktørene Henrik Qvortrup og Kim Henningsen, kendte til kreditkortkilden.
Også Aller Medias direktion kendte til kilden. Ifølge email-udveksling forfattet af udgiverdirektør Per Ingdal i 2011 skulle de have været orienteret i midten af 2009 og samtidig have instrueret Kim Henningsen om at afbryde samarbejdet med kilden.
En anden email inddrager kreativ chef Steffen Sørensen og fotochef Peter Grosen i sagen.
Ifølge Se og Hør-journalisten Kasper Kopping blev brugen af tys-tys-kilden dog først stoppet i efteråret 2011 på foranledning af daværende nyhedschef Lise Bondesen.
Forfatteren Ken B. Rasmussen stoppede på Se og Hør i 2012.
Fotografen Michael Medgyesi, der arbejdede som freelancefotograf for Se og Hør, advarede allerede den 18. januar 2013 Nets om at Se og Hørs journalister havde adgang til fortrolige kreditkortoplysninger.
Nets iværksatte da en undersøgelser, men fandt ikke noget.
Endnu tidligere—i 2011—havde Medgyesi kontaktet Politiets Efterretningstjeneste (PET) om Se & Hørs adgang til fortrolige oplysninger. PET holdt da et møde men fandt ikke anledning til at gå videre med sagen.
Medgyesi havde været på tre fotoopgaver for ugebladet i udlandet i 2008 og 2009 hvor det lykkedes at finde frem til kendte personer. Det drejede sig om Janni Spies, Anni Fønsby og Stein Baggers datter og hans samlever Anette Uttenthal.
Det var disse opgaver der gav Medgyesi opfattelsen af at ugebladet havde adgang til fortrolige personoplysninger fra Nets.
Igennem sit arbejde havde tys-tys-kilden også adgang til NemID-systemet og skal mindst een gang have logget ind på systemet.
Yderligere var tys-tys-kilden sikkerhedsgodkendt af Forsvarets Efterretningstjeneste til at arbejde med Forsvarets it-system DeMars, hvis drift var blevet outsourcet til IBM i 2010.
Gruppen, han arbejdede i, havde til opgave at overvåge systemerne.
Forsvaret kunne ikke umiddelbart finde at tys-tys-kilden havde misbrugt adgangen til systemet.
Efter sin ansættelse hos IBM blev it-specialisten tilknyttet Fujitsu på konsulentbasis, hvor han blandt andet løste opgaver for Nordea frem til afsløringen. Hos Nordea havde han adgang til interne overvågningssystemer og "fået dem op at køre igen" hvis de ikke virkede.
Nordea følte sig overbevist om at vedkommende ikke lækkede personfølsomme oplysninger gennem arbejdet hos dem.

## Afsløringen
Ken B. Rasmussens nøgleroman var planlagt til at udkomme tirsdag den 29. april 2014.
Men allerede et par dage i forvejen kunne BT udkomme med historien efter at de kunne dokumentere de ellers potentielt fiktive elementer i bogen.
Den tidligere Se og Hør-journalisten Kenth G. Madsen kunne bekræfte at ugebladet havde en kreditkort-kilde.
Senere bekræftede Se og Hør-journalisten Kasper Kopping også at ugebladet havde en kilde der leverede kreditkortoplysninger om kendte.
Da sagen blev offentligt kendt skabte den stor medieomtale.
Selv Kongehuset udtalte sig i sagen og kaldte den "en særdeles alvorlig sag".
Formand for Journalisterne i Dansk Journalistforbund, Rasmus Mark Pedersen var "totalt chokeret" og mente at der var tale om "uden sammenligning den værste sag i dansk pressehistorie".
Den overvågede Pia Kjærsgaard kaldte overvågningen "møghamrende ubehageligt",
mens den ligeledes overvågede Morten Helveg Petersen følte det som "grænseoverskridende", "vildt ubehageligt" og "enormt krænkende". Han betegnede Se og Hørs metoder som "rene stasi-metoder".
IBM kaldte det "en rigtig alvorlig sag" og skrev i en meddelelse at de ville gennemføre en "fuldstændig undersøgelse".
Derefter valgte de en meget sparsom kommunikation i sagen.
Se og Hørs tidligere chefredaktør Henrik Qvortrup afviste først at kende til sagen.
Få dage efter afsløringen trak han sig fra sin stilling som politisk kommentator på TV 2,
og nogle dage senere kunne BT vise email der implicerede Qvortrup i overvågningsprogrammet.
Se og Hør valgte torsdag den 1. maj at sende 7 medarbejdere, der tilsyneladende var involveret i sagen, hjem med fuld løn.
Også Billed-Bladet valgte at sende to af deres medarbejdere, herunder en redaktionschef, hjem, efter at det kom frem at medarbejderne under deres tidligere ansættelse på Se og Hør havde modtaget email om Se og Hørs kreditkortkilde.
Yderligere valgte Ekstra Bladet at sende deres redaktionschef Lise Bondesen hjem efter at hun også havde modtaget emails, da hun var ansat på ugebladet.
Bondesen fik dog mulighed for at skrive en artikel i Ekstra Bladet med sin uimodsagte version af sagen,
før hun fredag den 2. maj 2014 sagde sin stilling op på avisen.
Ekstra Bladet kunne den 19. juni 2014 afsløre, at den såkaldte tys-tys-kilde skulle have erkendt over for politiet at han var kilden. Efterfølgende krævede tys-tys kilden navneforbud, men det blev afvist af dommeren i Retten i Glostrup med henvisning til "omstændighederne omkring sigtelsens grovhed og den meget betydelige mediebevågenhed og samfundsmæssige interesse i sagen om Se og Hør". 
Aller-koncernen havde undladt at anmelde deres redaktionelle database til Datatilsynet og den var derfor øjensynligt ikke undtaget Persondataloven.
Dette kunne betyde at personer registreret i databasen havde ret til at få indsigt i data registreret om dem. Politiken kunne rapportere at Casper Christensen overvejede at udnytte Allers manglede registrering og bede om at få udleveret sine data.

### Andre afsløringer
I tilgift til tys-tys-kilde-afsløringerne fortalte en tidligere Nets-ansat at ansatte i Nets' kundeservice-afdeling uden særlige beføjelser havde adgang til alle kundedata fra deres første ansættelsesdag, og at der ikke var overvågning nok til at opdage misbrug. Den tidligere Nets-ansatte hævdede:
| „ | Det var normalt at kigge på, hvad ekskærester og kendte personer brugte deres kort til. Eller at se, om kæresten, der var holdt op med at ryge, alligevel havde været i kiosken og købe cigaretter. Hvis ens venner var i byen, kunne man se hvor de var henne. | “ |

Eksterne kundeservicemedarbejdere skal ifølge en tidligere ansat ved Aditro også have haft fuld adgang til betalingsoplysninger, da Nets i en kortere periode havde outsourcet kundeservicen.
Udover Nets og IBM afslørede medierne lækage af fortrolige oplysninger fra andre firmaer.
Ifølge Se og Hør-medarbejdere havde bladet en betalt kilde hos flyselskabet SAS.
Naviair fandt at en medarbejder havde lækket en oplysning til Se & Hør om en af Kongehusets flyrejser.
Flere tidligere Se og Hør-ansatte kunne fortælle at ugebladet havde en kilde på Rigshospitalet der gav bladet fortrolige oplysninger om kendtes graviditetsskanninger. Denne form for overvågning ramte øjensynligt Anders Lund Madsen og hans gravide kæreste. I en relateret retssag fik parret tilkendt en erstatning fra ugebladet på 100.000 kroner.
Ifølge Rigshospitalet hævdede Se og Hørs chefredaktør at ingen af Rigshospitalets ansatte havde leveret oplysninger til Se og Hør og at bladet ikke havde udbetalt penge til hospitalets ansatte. Rigshospitalet konkluderede efter en intern undersøgelse at lækken sandsynligvis var sket gennem tredjemand.
Sangeren Rasmus Nøhr berettede om en oplevelse der kunne indikere at politiet lækkede information til Se og Hør i et tilfælde hvor Nøhr var blevet kropsvisiteret.
Henrik Qvortrup fortalte til politiet at de havde kilder hos politiet, hos hoffet, i lufthavnens kontroltårn og at en sygeplejeske gav dem oplysninger.
Nuværende og tidligere Se og Hør-medarbejdede fortalte endvidere at før oktober 2003 arbejdede ugebladet også med planer om at indkøbe aflytningsudstyr så de kunne aflytte Kronprins Frederiks telefon. Ifølge Henrik Qvortrup blev planerne forkastet.
Casper Christensen hævdede også at Se og Hør blandt deres metoder udgav sig for at være huskøbere for at fotografere i kendtes huses gemmer, og at de udgav sig for at være familiemedlemmer.
År før sagen med tys-tys-kilde havde den tidligere Se og Hør-medarbejder Peer Kaae i sin bog I sandhedens tjeneste fra 2009 afsløret at bladet havde en kilde hos et telefonselskab, der blev benyttet til en historie om cykelrytteren Bjarne Riis og håndboldspilleren Anne Dorthe Tanderup tilbage i 1996.
Bladet havde også modtaget en CD med private telefonbeskeder mellem politikerne Mariann Fischer Boel og Ivar Hansen. Det vil sige at ugebladet i en lang årrække havde benyttet sig af ulovligt indsamlet personfølsomme data.

## Efterforskning og undersøgelser
Politiet gik ind i sagen. Da Nets ligger i Ballerup i Vestegnens Politis område blev det dem, der efterforskede sagen.
I dagen umiddelbart efter afsløringen besøgte Politiet IBM og Nets for at undersøge om noget kriminelt var forgået, men de kunne da hverken af- eller bekræfte, at der var foregået en forbrydelse.
Hos Aller Media beslaglagde politiet it-udstyr.
Det fik medievirksomheden til at frygte at politiet ville få adgang til andre kilder som igennem årene havde udtalt sig til ugebladet.
Politiet afhørte journalisten Ken B. Rasmussen med en sigtets rettigheder.
En af de angiveligt overvågede, Det Radikale Venstres spidskandidat til Europa-Parlamentsvalget 2014, Morten Helveg Petersen, meldte Aller Media til politiet.
En række andre kendte, der angiveligt var blevet overvågede, fulgte op med anmeldelse gennem deres advokat Brian Werner Larsen. Det drejede sig om Casper Christensen og skuespilleren Mads Mikkelsen, Iben Hjejle, Pelle Hvenegaard, Rigmor Zobel og hendes mand Jesper Ravn.
Lene Nystrøm tilsluttede sig også gruppen af anmeldere.
Et principielt spørgsmål om politiets efterforskning i sagen opstod da politiet beslaglagde computere, telefoner og andet materiale fra Aller Media, der kunne indeholde information om sagen, men som derudover også kunne indeholde information om andre kilder, uvedkommende for sagen.
Aller Media forsøgte at gøre gældende at hvis politiet gennemgik materialet ville kildebeskyttelsen brydes, og førte det principielle spørgsmål for retten.
Den 17. juni bestemte Retten i Glostrup at politiet gerne måtte gennemgå materialet, men Aller Media kærede kendelsen med opsættende virkning til Landsretten.
Østre Landsret fulgte byretten, men senere, i juli 2014, bestemte Højesteret at politiet ikke måtte gennemgå det beslaglagte materiale før en afgørelse om tys-tys-kilde-sagen skulle for Højesteret.
Denne sag begyndte i december 2014.
Der fremgik det at statsadvokaten ikke mente at politiet ville kunne opklare dele af sagen hvis ikke politiet fik lov til at søge igennem det beslaglagte materiale. Konkret ønskede de at bruge eksempelvis ordene "sygeplejeske", "politi" og "kilde".
Politiets efterforskning løb ind i yderligere problemer, da en af de involverede blev vurderet til at være for syg til afhøring.
I januar 2015 kom Højesteret frem til en afgørelse der gav politiet ret til at gennemgå Allers digitale lagringsmedier. I kendelsen stod:
| „ | Efter de konkrete omstændigheder i sagen, herunder karakteren af de strafbare forhold og beslaglæggelsernes betydning for muligheden for opklaringen af disse forhold samt den manglende samfundsmæssige betydning af oplysningerne om de kendte personers privatliv, fastslog Højesteret, at hensynet til kildebeskyttelse måtte vige for hensynet til opklaring af de strafbare forhold. Beslaglæggelserne var derfor i overensstemmelse med både retsplejeloven og Den Europæiske Menneskerettighedskonvention | “ |

Københavns Vestegns Politi kunne derefter gå i gang med at undersøge materialet der fyldte 13 terabyte.
Datatilsynet gik også ind i sagen for at undersøge om Se og Hør skulle have overtrådt persondataloven.
De undlod at undersøge Nets da dette firma hørte under Finanstilsynet.
Yderligere involverede Digitaliseringsstyrelsen sig i sagen, eftersom de bad Nets om en redegørelse for sikkerheden omkring NemID.
Nets igangsatte deres egen undersøgelse af sagen og mandag den 5. maj offentliggjorde de deres foreløbige fund.
De konstaterede "adfærdsmønstre, som underbygger, at der kan være sket et misbrug" og deres undersøgelse tydede på at en kriminel handling var fortaget af en IBM-medarbejder. Yderligere detaljer fra deres undersøgelse blev overdraget til politiet.
Både politiet, Nets og IBM undersøgte ikke kun den tilsyneladende lækage til Se og Hør af kreditkortsinformation, men også om lækagen skulle være mere omfattende og for eksempel involvere NemID.
Topdanmark forlangte en forklaring fra IBM, som de benyttede som it-underleverandør.
Aller Media iværksatte en uvildig undersøgelse ledet af advokat Henrik Stagetorn og Mikkel Sthyr fra PwC og Aller Media forventede at resultaterne ville foreligge i løbet af nogle uger.
Undersøgelsen karakter blev dog tidligt kritiseret.
Aller Fonden ejer over 50% af A-aktierne i Aller Holding A/S.
Bestyrelsesformanden for Aller Fonden, juraprofessoren Linda Nielsen, valgte at trække sig da hun mente at undersøgelse ikke var vidtgående nok.
Flere af de involverede nægtede at deltage i Aller Medias undersøgelse, blandt andet journalisten Kasper Kopping.
Afsløringen om at der var lækager fra SAS og Københavns Lufthavn fik Transportminister Magnus Heunicke til at sætte Trafikstyrelsen til at undersøge sagen.

### Folketingets reaktion
Flere folketingspolitikere stillede samrådsspørgsmål om Se og Hør-sagen, blandt andet stillede Enhedslistens Pernille Skipper spørgsmål i Retsudvalget i begyndelsen af maj om Politiets Efterretningstjeneste havde fået tip i forbindelse med Se og Hør-sagen.
I svaret givet af Justitsministeriet erkendte PET at have modtaget oplysninger i november 2011 om "at Se & Hør angiveligt havde adgang til visse oplysninger om kendte personers flyrejser og anvendelse af kreditkort."
Justitsminister Karen Hækkerup kaldte det "pokkers ærgerlig" at PET havde droppet sagen.
Se og Hør-sagen og flere andre sager om problemer med beskyttelsen af personfølsomme oplysninger fik Folketingets Retsudvalg og Kulturudvalg til at udarbejde en beretning i juni 2014, hvor regeringen blev pålagt en række tiltag omkring datasikkerhed og hvor to parlamentariske arbejdsgrupper blev nedsat, blandt andet for at undersøge behovet for en it-minister.

### Sigtelser og straf
Mediejuristen Oluf Jørgensen vurderede på baggrund af oplysningerne, der var kommet frem i medierne de første dage, at der var tale om "skærpende omstændigheder" i sagen.
En anden ekspert, Frands Mortensen, vurderede at det ikke var utænkeligt at skærpende omstændigheder i Straffelovens paragraf 263 med en strafferamme op til 6 år kunne komme i spil.
Se og Hørs tidligere chefredaktør Henrik Qvortrup ville ikke kunne tiltales i sagen med mindre der var tale om skærpende omstændigheder. Det skyldes at han allerede i 2008 forlod Se og Hør, og sagen for hans vedkommende ville derfor falde for forældelsesfristen, — hvis han overhovedet var tilstrækkelig involveret i sagen til at en tiltale skulle overvejes.
Den formodede tys-tys-kilde blev den 6. maj 2014 sigtet efter Straffelovens paragraf 263 og meget overordnet afhørt i sagen.
Politiet forventede da flere sigtelser i sagen,
og godt et par uger senere blev Henrik Qvortrup sigtet og afhørt.
Se og Hørs tidligere nyhedschef Lise Bondesen blev sigtet i slutningen af juni.
I december 2014 var der otte sigtede i sagen: Tys-tys kilden, Ken B. Rasmussen, Henrik Qvortrup, Kim Henningsen, Per Ingdal, Kasper Kopping, en tidligere redaktionschef samt Aller Media A/S som juridisk person.
I november 2015 blev retssagen berammet til 20 retsdage i efteråret 2016, fra den 9. september til den 24. november,
og i juli 2016 blev der rejst tiltale mod otte personer og Aller Media A/S.
Blandt de tiltalte personer var chefredaktørerne Henrik Qvortrup og Kim Henningsen, udgiverredaktør Per Ingdal, journalist Kasper Kopping og tys-tys-kilden. Den 24. november 2016 afsagde Retten i Glostrup dom. Henrik Qvortrup idømtes et års betinget, og tre måneders ubetinget, fængsel, samt 200 timers samfundstjeneste. Tidligere Se og Hør-chefredaktør Kim Henningsen idømtes et års betinget fængsel. Per Ingdal blev frikendt. Journalisterne Ken B. Rasmussen og Kasper Denager Kopping idømtes hver fire måneders betinget fængsel. Endelig blev "tys-tys kilden"  idømt et år og seks måneders ubetinget fængsel.
Østre Landsret stadfæstede denne dom over tys-tys kilden den 8. august 2017.
Ved straffesagen fik Aller Media en bøde på 10 millioner kroner.
Advokaten for 19 af de overvågede stævnede Aller Media i 2017 med et krav på 6 millioner kroner.

## Perspektivering
Sagen oprulledes mens Gottfrid Svartholm var varetægtsfængslet i Danmark under anklage for cyberkriminalitet mod danske myndigheder og virksomheder, og mens udenlandske medier til stadighed udgav informationer om statslig overvågning som whistlebloweren Edward Snowden havde overleveret til journalister.
Skandalen skete i en tid hvor Aller-koncernen over en årrække havde oplevet et fald i oplag hos mange af deres magasiner.
Efter afsløringen kom Se og Hørs oplag ned under 100.000.
Også bladets læsertal faldt. Næsten 100.000 færre læsere havde bladet i 2. og 3. kvartal i 2014 i forhold til det tilsvarende tidsrum i 2013.
Sagen påvirkede årets resultat for Aller-koncernen, der for regnskabsåret 2013/14 rapporterede om et underskud på næsten 8 millioner kroner.
Journalister har som faggruppe gennem flere år haft en lav troværdighed.
Se og Hør-sagen betød et yderligere fald i faggruppens troværdighed.

### Mediedebat
Den kulørte presse brug af tip-honorar blev debatteret.
Kulturminister Marianne Jelved kaldte ordningen uetisk, men medgav at den ikke var ulovligt, og at hun heller ikke ville gribe ind over for honorarer af den type.
Se og Hørs chefredaktør Niels Pinborg forsvarede først tip-honoraret,
men valgte efter Jelveds kommentar at suspendere ordningen.
Ekstra Bladet har en lignende ordning og her valgte avisens chefredaktør Poul Madsen at fortsætte ordningen. Ekstra Bladets tip-honorar på 500 til 1.000 kroner var dog betydeligt lavere en Se og Hørs.
Medier som DR, Politiken og Fyns Amts Avis betaler ikke deres kilder.
Politiken anser det ikke for "en troværdig og etisk måde at arbejde på".
Pressenævnet valgte ikke at tage sagen op da de ikke kunne skaffe sikre oplysninger om at Se og Hør havde brugt fortrolige oplysninger. Pressenævnet opfordrede dog "pressen til selv at tage spørgsmålet om betalte kilder op og overveje, om der er behov for at fastsætte nærmere bestemmelser herom i de vejledende regler om god presseskik, som vedtages af pressen selv."
I forlængelse af Pressenævnets udmelding udtalte formanden for Dansk Journalistforbund, Mogens Blicher Bjerregård, at han personligt ikke syntes at "betalte kilder hører hjemme i journalistik".
Aller-koncernen var ikke alene med deres manglede registrering af deres redaktionelle database. En hel række af Danmarks større medievirksomheder var ikke registreret, blandt andet Metroxpress, Berlingske Nyhedsbureau, Nordjyske Stiftstidende, Søndagsavisen, Ingeniøren, Radio24syv og flere af TV 2's regioner.
Disse virksomheder var således i potentiel konflikt med Persondataloven.
Chefjurist i brancheforeningen Danske Medier mente at der kunne være tale om "et potentielt kæmpe problem", hvis mange registrerede personer ønskede at få deres oplysninger slettet.
Med baggrund i Se og Hør-sagen foreslog retspolitikere en tredobbling af bødeniveauet i pressesager og fængselsstraffe for krænkende omtale. Bent Falbert kaldte det et "uciviliserede tiltag" og advarede om at den danske pressefrihed var i fare.

### It-sikkerhed
Banker og formidlere af betalinger med kreditkort anses normalt for at have en høj grad af it-sikkerhed.
Nets skal ligesom andre sådanne formidlere certifieres efter standarden Payment Card Industry Data Security Standard (PCI DSS), hvilket de senest blev i september 2013 af det britiske firma Foregenix.
Denne sikkerhed er dog rettet mod kortnumre frem for transaktionsdata.
Derudover er standarden ikke rettet mod insidere med systemadgang.
Disse folk må man således stole på.
Finanstilsynet, der skal stå for tilsyn med it-sikkerheden hos de finansielle virksomheder, har udført et ganske sparsomt arbejde: Fra 2008 og frem til afsløringen er der gennemført blot 29 inspektioner i de 407 virksomheder som er under tilsyn.
Disse tal fik Venstres erhvervsordfører Kim Andersen til at udtale at han "synes, det her område ser ud til at være blevet underprioriteret i dén grad, og det bør give den ansvarlige minister meget, meget røde ører",
mens direktør i Forbrugerrådet Tænk, Lars Pram mente at "det ganske enkelt ikke godt nok".
I en kommentar til sagen skrev Poul-Henning Kamps at "Insidere er altid den største trussel", men at "Der er simpelthen nogle mennesker man bare er nødt til at kunne stole på og længere er den ikke."
Kamp mente at sådanne sikkerhedsfolk skulle arbejde under en tilstrækkelig løn med "frihed under ansvar og gensidig tillid og forståelse" og have adgang til frynsegoder.
Derudover skulle man sikre sig med peer-review af systemarbejde.
Sammen med sagen mod Gottfrid Svartholm Warg viste Se og Hør-sagen at personfølsomme oplysninger angiveligt kunne kopieres fra centrale mainframesystemer uden at danske it-folk opdagede det; — det var henholdsvis svensk politi og journalister der fortalte om lækagerne.
I en general kommentar mente Poul-Henning Kamp at IBM mainframe var et problem, "dybt, dybt forældet" og burde "ud af danskernes privatliv". Som grund gav han problemet med dens sikkerhedsmodel, software og organisationen om computeren:
| „ | Det er nået dertil at det er umuligt at konfigurere og drifte en IBM mainframe uden at give IBMs folk vidtrækkende adgang og derfor vælger flere og flere firmaer der lider af mainframe baseret IT at outsource hele driften til IBM til at begynde med. | “ |

IT-sikkerhedseksperten fra CSIS Security Group Peter Kruse anså ikke Se og Hør-sagen som en enlig svale og skrev videre i en kommentar om it-outsourcing at hans "generelle indtryk er, at it-chefer på forskellige niveauer, og ikke mindst it-sikkerhedscheferne i Danmark, har haft mere end almindelig svært ved at få budget til at gennemføre tiltag, der kan kontrollere, om leverandøren lever op til firmaets egen it-sikkerhedspolitik og forventninger."
Som eksempel på problemet omkring danske myndigheders outsourcing til private it-leverandører kunne Datatilsynet berette at i to tilfælde havde de oplevet at kommuner ikke vidste hvor borgernes personfølsomme data var.
Dorte Toft kaldte på et mere aktivt dansk Datatilsyn og så frem til en ny EU-forordning om datasikkerhed.

### Overvågningsdebat
Den danske aktivist Peter Kofod påpegede i DenFri under titlen "En dybfølt tak til Se & Hør" at mens Edward Snowdens NSA-afsløringerne blot havde ført til et afdæmpet respons blandt danske medier, politikere og den 'sludrende klasse', så fik sagen om tys-tys-kilden bragt fokus på overvågning og fik en række toneangivende personer til at udtrykke at overvågning var et problem.
Omtrent samme holding som Kofod stod Informations redaktør Christian Jensen for på lederplads, hvor han kaldte det for "overvågningens hykleri",
mens Berlingske-journalist Mads Kastrup skrev:
| „ | Den største ironi er imidlertid, at i årevis er vi nogle, der har spurgt os selv, hvilken grundlæggende historie der skulle til, før folk i almindelighed og politikere i særdeleshed tog overvågning, massiv kontrol af borgere samt risiko for misbrug af personlig og privat data alvorligt [...] | “ |

hvor Se og Hørs udnyttelse af deres tys-tys-kilde var svaret.
En uge efter afsløringen skrev Edward Snowden selv et indlæg i Berlingske hvor det blandt andet hed: "Se & Hørs påståede handlinger er en påmindelse om, at vores rettigheder er på spil, indtil Folketinget skrider til handling og kommer til bunds i masseovervågningsproblemet."
Altinget.dk's chefredaktør Rasmus Nielsen mente at "Nets-skandalen er desværre kun en brik i en udvikling, hvor borgeren står stadigt svagere i forhold til staten, søgemaskiner, datasamlinger osv." og gav som eksempel offentlige ansattes adgang til CPR-registret.
Afsløringen om tys-tys-kilden kom samme weekend som Berlingske begyndte et fokus på overvågning under overskriften "Sporet".
Berlingske havde efter aftale fået lov til at indhente personlig data fra minister Sofie Carsten Nielsen og folketingsmedlem Jens Joel.
Politikerne havde med adgangen ville udløse debat om registrering og logning af data.
Data-adgangen var langt mere omfattende end den som tys-tys-kilden angiveligt havde til at forsyne Se og Hør med.
Avisen fik således adgang til ikke blot politikernes Dankort-transaktioner (2.407 bankregistreringer), men også politikernes 18.047 email, SMS, telefonopkaldsinformation (31.303 teledata), flyrejser, skatteoplysninger og private billeder.
Folketingets formand kaldte det et "interessant eksperiment" og forestillede sig at det kunne anspore til "en tiltrængt debat" om vores data.
Debatten omkring "Sporet" blev dog langt overskygget af sagen omkring tys-tys-kilden.
Et yderligere aspekt til Nets-skandalen kom et par dage før skandalen til offentlighedens kendskab: I USA havde en amerikansk ret dømt Microsoft til at udlevere personfølsomme oplysninger fra deres europæiske datacenter til de amerikanske myndigheder.
Sidst i juli 2014 blev dommen stadfæstet ved appel i en distriktsret.
Danske eksperter i it-ret frygtede at dette kunne betyde at amerikansk-ejede firmaer i Danmark, så som KMD og CSC, kunne blive tvunget af en amerikansk ret til at udlevere personfølsomme oplysninger om danskere til amerikanske myndigheder.
Der kunne eksempelvis være tale om data fra borger.dk og CPR-registret.
Med Nets' salg til amerikanske kapitalfonde spredte der sig en frygt for at også Nets ville falde under amerikansk lovgivning. Mens Socialdemokraternes erhvervsordfører, Benny Engelbrecht forsikrede at det var underordnet for datasikkerheden hvem der var ejer, så mente Enhedslistens Frank Aaen med baggrund i Microsoft-sagen at "der er ingen tvivl om, at hvis Nets får amerikanske ejere, så vil Nets falde under amerikansk lovgivning."

### Lignende sager
Tidligere havde der i England kørt en sag om overvågning foretaget af News of the World, — en sag som politikeren Ellen Trane Nørby henviste til da hun kommenterede Se og Hør-sagen.
Aller-koncernen har også tidligere haft en lignende sag i Norge med det norske udgave af Se og Hør.
Denne sag kom for dagen, da den norske Se og Hør-journalist Håvard Melnæs' udgav bogen En helt vanlig dag på jobben. I bogen afslørede han at ugebladet betalte sorte penge til kilder i kreditkortfirmaer og flyselskaber.
I sagen indrømmede chefredaktøren for den norske udgave af Se og Hør, Odd Johan Nelvik, i et notat at bladet havde kilder i flyselskaber og kreditkortselskaber.
I april 2014 kom en anden sag også til offentlighedens kendskab: Angiveligt skulle en kendt 33-årig københavnsk DJ have via en trojansk hest hacket sig ind i en lange række kendte personers computere og fået adgang til information og webkameraer.
I følge mediernes oplysninger i sagen omfattede hackningen 182 personer og havde stået på fra august 2012 til marts 2014. DJ'en blev sigtet efter Straffelovens § 263, stk. 2.